# Shondrella Avery
Pour les articles homonymes, voir Avery.
Shondrella Avery est une actrice américaine, née le 26 avril 1971 à Los Angeles, en Californie (États-Unis).

## Filmographie
- 1999 : Cyberdorm : Lawanda
- 1999 : Trippin' (en) de David Raynr : Amazon Woman
- 2003 : La Vie avant tout (Strong Medicine) (série TV) : Etta
- 2004 : Napoleon Dynamite : Lafawnduh
- 2005 : One on One (série TV) : Candy
- 2005 : Domino : Lashindra Davis
- 2006 : Community Service (TV) : Selma
- 2006 : Cuts (série TV) : Candy
- 2006 : Déjà Vu (Déjà Vu) : Kathy - Secretary
- 2008 : Le secret de Lily Owens (The Secret Life of Bees) : Greta
- 2009 : Eleventh Hour (série TV) : Louella
- 2012 : End of Watch de David Ayer : Bonita